# Goodbye (singel Kate Ryan)
Goodbye – trzeci singel znajdującym się na albumie Stronger belgijskiej piosenkarki Kate Ryan.

## Lista utworów
Singiel Promo
1. Goodbye (Radio Edit), czas trwania: 3'14''

Belgia CD Singiel
1. Goodbye (Radio Edit), czas trwania: 3'14''
2. Goodbye (Instrumental), czas trwania: 3'14''

Niemcy CD Singiel
1. Goodbye (Radio Edit), czas trwania: 3'14''
2. Goodbye (Instrumental), czas trwania: 3'14''
3. Goodbye (Videoclip), czas trwania: 3'17''

## Certyfikaty i sprzedaż
| Kraj       | Najwyższa pozycja |
| ---------- | ----------------- |
| Austria    | 47                |
| Belgia     | 30                |
| Niemcy     | 52                |
| Szwajcaria | 93                |